# Tiruvaca subcostalis
Tiruvaca subcostalis är en fjärilsart som beskrevs av Walker 1865. Tiruvaca subcostalis ingår i släktet Tiruvaca och familjen nattflyn. Inga underarter finns listade i Catalogue of Life.